# Başakşehir
Başakşehir és un districte d'Istanbul, Turquia, situat en la part europea de la ciutat.

## Mahalleler
Altınşehir  ·  Bahçeşehir 1. Kısım  ·  Bahçeşehir 2. Kısım  ·  Başak  ·  Başakşehir  ·  Güvercintepe  ·  Kayabaşı  ·  Şahintepe  ·  Şamlar  ·  Ziya Gökalp